# Lorne De Pape
Lorne De Pape (* 18. April 1955 in Saint-Boniface, Kanada) ist ein neuseeländischer Curler.
De Pape nahm bisher an zwölf Pazifikmeisterschaften teil und hat diese in den Jahren 1998, 2000, 2003 und 2004 gewonnen.
An den Weltmeisterschaften von 1999, 2001, 2004 und 2005 nahm De Pape teil, ging aber leer aus.
2006 nahm De Pape an den Olympischen Winterspielen in Turin teil. Die Mannschaft belegte den zehnten Platz.